# Drosera subhirtella
Drosera subhirtella es una especie de planta perenne, trepadora y tuberosa del género de plantas carnívoras Drosera. 

## Descripción
Produce pequeñas hojas carnívoras a lo largo de los tallos que pueden tener 40 cm  de altura. Las flores son amarillas y florecen de agosto a octubre.

## Distribución y hábitat
Es endémica de Australia Occidental, donde se encuentra en bancos de arena, afloramientos de granito, y en los márgenes de los pantanos en suelos de arena, arcilla y limo.

## Taxonomía
Fue descrita por primera vez por Jules Émile Planchon en 1848. Una nueva variedad de D. subhirtella, var. moorei, fue descrita por Ludwig Diels en 1906 en su monografía sobre la familia Droseraceae. En 1982, N.G.Marchant la cambió de variedad a  subespecie y allí el taxón se mantuvo hasta que Allen Lowrie la elevó al rango de especie como D. moorei  en 1999. Fue publicado en Annales des Sciences Naturelles; Botanique, sér. 3 9: 293. 1848.
Etimología
Drosera: tanto su nombre científico –derivado del griego δρόσος (drosos): "rocío, gotas de rocío"– como el nombre vulgar –rocío del sol, que deriva del latín ros solis: "rocío del sol"– hacen referencia a las brillantes gotas de mucílago que aparecen en el extremo de cada hoja, y que recuerdan al rocío de la mañana.
subhirtella: epíteto latino que significa "poco peluda".
Sinonimia
- Drosera macrantha var. minor Benth., Fl. Austral. 2: 468 (1864).
- Sondera subhirtella (Planch.) Chrtek & Slavíková, Novit. Bot. Univ. Carol. 13: 45 (1999 publ. 2000).
- Drosera menziesii var. flavescens Benth., Fl. Austral. 2: 468 (1864).[5][6]